# الشتات الأفغاني
يشير مصطلح الشتات الأفغاني إلى الأفغان الذين يقيمون ويعملون خارج أفغانستان. يشمل ذلك المواطنون الأفغان الذين هاجروا إلى بلدان أخرى وأيضًا من هم من أصل أفغاني وولدوا خارج أفغانستان. يشكل اللاجئون الأفغان غالبية الشتات الأفغاني منذ بداية الحرب السوفييتية الأفغانية في عام 1979؛ ويقيم العدد الأكبر منهم في إيران وباكستان. يعتبر هؤلاء اللاجئون بصفتهم لاجئين أو طالبي لجوء عديمي الجنسية محميين بموجب مبدأ عدم الإعادة القسرية أو اتفاقية الأمم المتحدة لمناهضة التعذيب. يتمتع الأطفال الذين يكون أحد والديهم أمريكيًا بحماية إضافية بموجب قوانين الولايات المتحدة.
توجد أكبر وأقدم المجتمعات الأفغانية، خارج منطقة أفغانستان الحالية، في الولايات المتحدة وألمانيا؛ توجد أيضًا مجتمعات كبيرة في الإمارات العربية المتحدة، وروسيا، وتركيا، وكندا، والمملكة المتحدة، والسويد، وهولندا، وأستراليا والنمسا. البعض منهم مجنسون أو مواطنون في دول تلك القارات، خاصة أولئك الموجودون في الولايات المتحدة وكندا وألمانيا وأستراليا ونيوزلندا. أولئك الذيم لم يجنسوا بعد في الولايات المتحدة يمتلكون الحماية الدستورية نفسها التي يمتلكها المواطنون الأمريكيون.
تعد الحدود بين أفغانستان والدول المجاورة لها من الجنوب والشرق عادةً مرنة وغير واضحة. لكن بشكل مشابه للدول الأخرى التي أنشأتها الإمبراطوريات الأوروبية، فإن حدود أفغانستان مع الدول المجاورة لها لا تتبع غالبًا لتقسيمات عرقية، وتوجد العديد من المجموعات العرقية الأصلية على جانبي حدود أفغانستان. ذلك يعني أنه تاريخيًا كان هناك حركة أكبر عبر الحواجز الحدودية من يومنا هذا.

## تاريخه
بدأ المدنيون الأفغان بالهرب إلى دولتي باكستان وإيران المجاورتين بعد الغزو السوفييتي لأفغانستان في عام 1979، حيث رحبت بهم حكومات تلك البلدان. هاجر العديد منهم من هناك إلى أمريكا الشمالية، وأوروبا وأوقيانوسيا. اتجه عدد أقل منهم إلى الشمال وبدأوا بالاستقرار في دول مختلفة في أنحاء الاتحاد السوفييتي آنذاك. ذهب بعضهم إلى الهند والسعودية وأماكن أخرى في القارة الآسيوية.
بعد انسحاب القوات السوفييتية في فبراير من عام 1989، بدأ عدد كبير من الأفغان بالعودة إلى وطنهم، لكنهم هاجروا ثانية بعد استيلاء المجاهدين على البلاد في عام 1992 إلى الدول المجاورة. شق البعض منهم طريقه من هناك على أوروبا وأمريكا الشمالية وأوقيانوسيا.
تمت إعادة نحو 4.4 مليون أفغاني إلى أفغانستان منذ شهر مارس 2002 بمساعدة المفوضية السامية للأمم المتحدة لشؤون اللاجئين. ما يزال يوجد أكثر من 1.4 مليون لاجئ في باكستان وثلاثة ملايين أو نحو ذلك في إيران. منحت عدة دول كانت جزءًا من قوة المساعدة الأمنية الدولية (إيساف) الإقامة الدائمة لآلاف الأفغان المستحقين لها. خلق ذلك طريقة قانونية لأولئك الأفغان ليصبحوا مواطنين في تلك البلدان. يقيم سكان أفغانستان الأصليون حاليًا في نحو 92 دولة حول العالم.
اشتكى بعض الأفغان العائدين من باكستان أنهم «تعرضوا للضرب والإهانة وقيل لهم إنه لم يعد أحد يريدهم في باكستان». اعتبر آخرون أن باكستان هي وطنهم لأنهم ولدوا هناك. يتعرض العائدون من إيران إلى تجربة مشابهة أو لمعاملة أسوأ منها. يسافر العديد من العائدين إلى أفغانستان إلى الاتحاد الأوروبي لطلب اللجوء هناك. أكدت الحكومة الباكستانية أنه لم يتم إبعاد أي لاجئ أو طالب لجوء أفغاني إلى أفغانستان بشكل إجباري، وذلك تجنبًا لانتهاك المادة الثالثة من اتفاقية الأمم المتحدة المناهضة للتعذيب. سمح للأفغان المقيمين في باكستان بالبقاء في البلاد حتى نهاية عام 2017، بموجب اتفاقية جديدة بين أفغانستان وباكستان والمفوضية السامية لشؤون اللاجئين. قررت الحكومة الباكستانية لاحقًا تمديد بطاقات إثبات التسجيل الخاصة بهم حتى 30 يونيو 2020، لكن تم تغيير ذلك التاريخ إلى تاريخ غير معروف. مُنح اللاجئون الأفغان المسجلون والبالغ عددهم 780 ألف لاجئ في إيران تمديدًا طويلًا أيضًا.